# David Gray (poeta)
David Gray (1838-1861) fue un poeta escocés nacido el 29 de enero de 1838 en Merkland, un pequeño pueblo a orillas del Luggie, a unos trece kilómetros de Glasgow, Reino Unido.

## Vida y obra
Era el mayor de ocho hermanos, siendo su padre un operario de telar manual. Al constatar su afición por el estudio y su excepcional ingenio, sus padres decidieron educarlo para el ministerio eclesiástico, y gracias a la abnegación de estos y a su propio esfuerzo como profesor en prácticas y tutor particular pudo, después de recibir los rudimentos educativos en la escuela municipal de Kirkintilloch, completar un ciclo de cuatro cursos académicos en la Universidad de Glasgow. Sus padres deseaban que fuera ministro de la Iglesia libre, pero pronto, sin embargo, se haría evidente que el sueño de la poesía y la fama mundial había comenzado a desviarlo del camino que los deseos de sus padres le habían señalado. Así pues, Gray se convirtió en colaborador de la sección poética del Glasgow Citizen (donde aparecerían sus primeros poemas), y decidió dedicarse a la literatura. Hizo varios experimentos métricos ―algunos de ellos al estilo de Keats, y uno a la manera del método dramático de Shakespeare―, y después se centró en la composición de su poema idílico The Luggie, titulado así por el arroyo que fluye junto a su lugar de nacimiento. Una manifestación de amistoso interés por parte de Monckton Milnes (posteriormente Lord Houghton) hacia su obra indujo a Gray a probar suerte en la capital. Su más íntimo compañero en esta época era el poeta Robert Buchanan; y en mayo de 1860 los dos acordaron marchar a Londres con el incierto propósito de encontrar algún empleo relacionado con la literatura. Poco después de su llegada a Londres, Gray se presentó a Monckton Milnes, posteriormente Lord Houghton, con quien previamente había mantenido correspondencia. Lord Houghton trató de persuadirlo para que regresara a Escocia, pero Gray insistió en quedarse en Londres. Sus esfuerzos para colocar el poema de Gray The Luggie en The Cornhill Magazine no obtuvieron fruto, pero le consiguió algunos trabajos literarios menores.
Pronto comenzaría a tener problemas de salud, y un fuerte resfriado (probablemente contraído en Hyde Park, donde pasó su primera noche en Londres) le afectó gradualmente a los pulmones. Lord Houghton también se mostraría muy atento cuando el resfriado que había contraído derivó en una grave tisis. Tras volver a visitar Escocia, marchó de nuevo al sur buscando un clima más benigno, residiendo primero en Richmond y más tarde en el hospital de Torquay (por mediación de Milnes, quien le facilitó los recursos para permanecer durante un tiempo en el sur de Inglaterra). Pero a medida que la enfermedad progresaba rápidamente, se fue apoderando de Gray un anhelo irresistible por regresar a Merkland. Al comprobar que su estado de salud no mejoraba, y encontrándose histéricamente nervioso, decidió correr el riesgo de emprender el regreso a casa, y volvió finalmente a Merkland en enero de 1861. Resistiendo el transcurso de ese año, y ante la expectativa de una muerte prematura y de unas esperanzas frustradas, escribió una serie de sonetos, con el título genérico de In the Shadows (En las sombras). Murió el 3 de diciembre de 1861, con la satisfacción de haber visto el día anterior una copia de prueba de su poema The Luggie, que al fin estaba siendo impreso. Fue enterrado en el cementerio de Auld Aisle, en Kirkintilloch, donde en 1865 sería erigido un monumento en su memoria por sus "amigos lejanos y cercanos". En 1862 se publicó The Luggie and other Poems, con una introducción de R. Monckton Milnes y una breve semblanza biográfica escrita por James Hedderwick, y en 1874 aparecería una nueva edición ampliada de las Poetical Works (Obras poéticas) de Gray, editada por el difunto sheriff Glassford Bell. Su amigo Robert Buchanan, quien compartió sus penurias en Londres, narró su breve y patética historia en David Gray y otros ensayos (1868), e inmortalizó dignamente su amistad en "Poet Andrew (El poeta Andrew)" y "To David in Heaven (Para David en el cielo)", incluidos en su volumen Idilios y leyendas de Inverburn. Otro amigo con quien Gray intercambió mucha correspondencia, y cuyos esfuerzos condujeron a la publicación de sus poemas, fue Sydney Dobell. El interés de Lord Houghton por Gray fue generoso y práctico hasta el final, y él escribiría el epitafio para el monumento erigido sobre su tumba en el cementerio de Kirkintilloch.
La mayoría de sus poemas muestran forzosamente signos de inmadurez, y con frecuencia pueden encontrarse en ellos versos que son meros ecos de Thomson, Wordsworth o Tennyson, pero poseen, no obstante, una inequívoca singularidad y muestran una verdadera apreciación de la belleza natural. The Luggie, el principal poema de Gray, es una especie de ensoñación en la que las escenas y los hechos de su infancia y sus tempranas ambiciones se entremezclan con la música del arroyo al que celebra. El poema contiene muchas hermosas descripciones; con su sentido de la belleza natural, y su promesa de poderío didáctico y descriptivo, constituye la principal reivindicación de Gray como poeta. Pero su genio alcanzó su máxima expresión en la serie de 30 sonetos que lleva por título In the Shadows. Rezuman un espíritu de la más profunda melancolía, que la esperanza no alivia. La serie de sonetos, compuesta durante la última etapa de su enfermedad, posee, sin la menor mácula de morbosidad, una belleza conmovedora y solemne en armonía con las circunstancias en que fueron escritos. Casi todos contienen una referencia directa o indirecta a las fases de la naturaleza exterior, y dan evidencia de una riqueza imaginativa y sentimental subyacente, de un genuino y vigoroso poder conceptivo, y de un talento para la expresión musical lúcida y sólida, pero sutil y sensible, que aparentemente solo requería haber sido suavizada por el tiempo y la experiencia para haber modelado una poesía que le hubiera otorgado un nombre perdurable en la literatura inglesa. Estos sonetos resultan sustanciosamente notables, y varios de ellos son afortunados en su estructura y expresión. The Luggie and Other Poems apareció por vez primera en 1862, con una reseña biográfica del Dr. Hedderwick del Glasgow Citizen, y una valiosa nota preliminar de Lord Houghton. En 1874 fue publicada una edición ampliada, pero desafortunadamente el editor, Henry Glassford Bell, falleció antes de escribir su proyectada introducción al volumen.